# Marta Pérez (Leichtathletin)
Marta Pérez Miguel (* 19. April 1993 in Soria) ist eine spanische Leichtathletin, die sich auf den Mittelstreckenlauf spezialisiert hat. Aktuell ist sie Inhaberin des Landesrekordes im 1500-Meter-Lauf.

## Sportliche Laufbahn
Erste internationale Erfahrungen sammelte Marta Pérez im Jahr 2012, als sie bei den Juniorenweltmeisterschaften in Barcelona im 1500-Meter-Lauf mit 4:23,57 min in der ersten Runde ausschied. Im Jahr darauf schied sie auch bei den U23-Europameisterschaften in Tampere mit 4:19,74 min im Vorlauf aus und 2015 belegte sie bei den U23-Europameisterschaften in Tallinn in 4:14,21 min den siebten Platz. 2016 schied sie bei den Europameisterschaften in Amsterdam mit 4:17,24 min in der Vorrunde aus und auch bei den Leichtathletik-Weltmeisterschaften 2017 in London kam sie mit 4:05,82 min nicht über die erste Runde hinaus. 2018 schied sie bei den Hallenweltmeisterschaften in Birmingham mit 4:09,90 min im Vorlauf aus und Ende Juni gewann sie bei den Mittelmeerspielen in Tarragona in 4:15,66 min die Bronzemedaille hinter den Marokkanerinnen Rababe Arafi und Malika Akkaoui. Anschließend klassierte sie sich bei den Europameisterschaften in Berlin mit 4:07,65 min auf dem neunten Platz.
2019 belegte sie bei den Halleneuropameisterschaften in Glasgow in 4:13,56 min den achten Platz und im Herbst schied sie bei den Weltmeisterschaften in Doha mit 4:10,45 min im Halbfinale aus. 2021 wurde sie dann bei den Halleneuropameisterschaften in Toruń in 4:20,39 min Vierte. Über die Weltrangliste qualifizierte sie sich über 1500 m für die Olympischen Sommerspiele in Tokio und gelangte dort bis ins Finale und klassierte sich dort mit neuer Bestleistung von 4:00,12 min auf dem neunten Platz. Im Jahr darauf belegte sie bei den Hallenweltmeisterschaften in Belgrad in 4:10,23 min den zehnten Platz über 1500 Meter und gelangte mit 8:57,81 min auf Rang 16 über 3000 Meter. Im Juli erreichte sie bei den Weltmeisterschaften in Eugene das Finale über 1500 Meter und belegte dort in 4:04,25 min den elften Platz. Anschließend kam sie bei den Europameisterschaften in München mit 4:07,27 min nicht über den Vorlauf hinaus. 2023 wurde sie bei den Halleneuropameisterschaften in Istanbul mit 8:49,19 min Siebte über 3000 Meter. Im August schied sie bei den Weltmeisterschaften in Budapest mit 4:02,96 min im Halbfinale aus. Im Oktober belegte sie bei den Straßenlauf-Weltmeisterschaften in Riga nach 4:34,12 min den sechsten Platz über die Meile und im Dezember wurde sie bei den Crosslauf-Europameisterschaften in Brüssel nach 37:37 min 46. im Einzelrennen. Im Jahr darauf verpasste sie bei den Hallenweltmeisterschaften in Glasgow mit 4:12,27 min den Finaleinzug über 1500 Meter und im Juni belegte sie bei den Europameisterschaften in Rom in 4:06,32 min den sechsten Platz. Anschließend schied sie bei den Olympischen Sommerspielen in Paris mit 3:57,75 min im Halbfinale aus und stellte damit einen neuen Landesrekord auf und löste damit Natalia Rodríguez als Rekordhalterin ab. Im Dezember belegte sie bei den Crosslauf-EM in Antalya in 18:27 min den fünften Platz in der Mixed-Staffel.
In den Jahren 2016, 2018 und 2022 wurde Pérez spanische Meisterin im 1500-Meter-Lauf sowie 2020 auch im 5000-Meter-Lauf. Zudem wurde sie 2018 und 2022 Hallenmeisterin über 1500 Meter und 2023 über 3000 Meter.

## Persönliche Bestleistungen
- 800 Meter: 2:01,82 min, 6. Juli 2018 in Guadalajara
  - 800 Meter (Halle): 2:05,14 min, 24. Januar 2020 in Valencia
- 1500 Meter: 3:57,75 min, 8. August 2024 in Paris (spanischer Rekord)
  - 1500 Meter (Halle): 4:06,41 min, 11. Februar 2024 in New York City
- Meile: 4:21,58 min, 3. September 2021 in Brüssel
  - Meile (Halle): 4:23,88 min, 11. Februar 2024 in New York (spanischer Rekord)
- 3000 Meter: 8:59,26 min, 17. Juni 2017 in Ciudad Real
  - 3000 Meter (Halle): 8:44,40 min, 6. Februar 2022 in New York
- 5000 Meter: 16:08,28 min, 12. September 2020 in Madrid